# Кампо-де-Криптана
Кампо-де-Криптана (ісп. Campo de Criptana) — муніципалітет в Іспанії, у складі автономної спільноти Кастилія-Ла-Манча, у провінції Сьюдад-Реаль. Населення — 15 048 осіб (2010).
Муніципалітет розташований на відстані близько 120 км на південний схід від Мадрида, 85 км на північний схід від Сьюдад-Реаля.

## Демографія
Динаміка населення (INE ):

## Галерея зображень

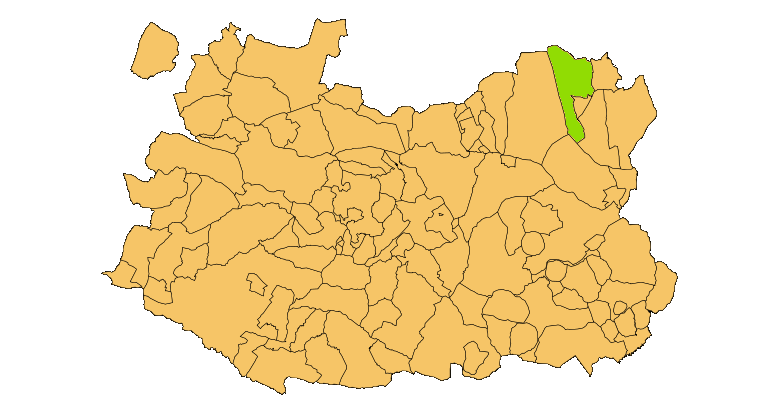
Розташування муніципалітету в провінції
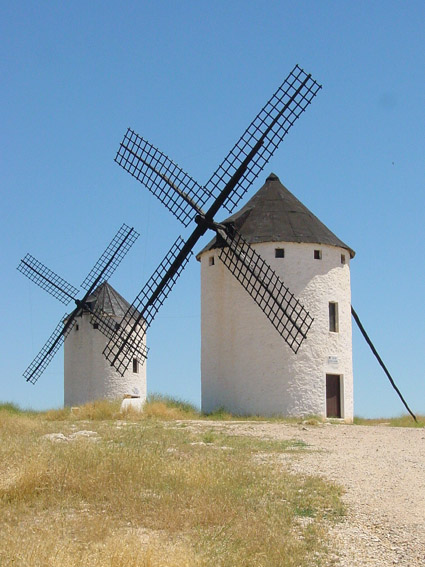
Вітряки, Кампо-де-Криптана